# Punta Tersiva
Punta Tersiva – szczyt w Alpach Graickich, części Alp Zachodnich. Leży w północnych Włoszech w regionie Dolina Aosty. Należy do masywu Mont Blanc. Szczyt można zdobyć ze schroniska Rifugio Sogno di Berdzé (2526 m). Szczyt otaczają lodowce Ghiacciaio del Tessonet i Ghiacciaio della Punta Tersiva.
Pierwszego wejścia dokonał P.B. Chamonin 23 sierpnia 1842 r.